# Чевель
Че́вель — село в Україні, у Старовижівській селищній громаді Ковельського району Волинської області. Відстань до центру громади становить близько 8 км і проходить автошляхом Т 0309. Населення становить 496 осіб.

## Географія
Село розташоване на лівому березі річки Текля, правій притоці Прип'яті.
На південь та південний захід від села знаходиться загальнозоологічний заказник місцевого значення «Старовижівський».

## Історія
У 1906 році село Седлищенської волості Ковельського повіту Волинської губернії. Відстань від повітового міста 40 верст, від волості 15. Дворів 183, мешканців 1162.
Село, з січня 2019 року входить до складу Старовижівської селищної ради. Від центру громади Старої Вижівки, знаходиться на відстані близько 8 км на північ автошляхом Т 0309. Населення становить 723 особи, від обласного центру м. Луцьк — 125 кілометрів. Територія села займає 245 гектарів. Село розташоване на лівому березі річки Текля, правій притоці Прип'яті. Межує з хутором Задиби (в народі Смалі), селом Текля Дубечненської сільської ради, та селом Поліське по річці Вижівка.
У своїй науковій праці «Волинь в описании городов, местечек и сел.» М.Теодорович описує, що с. Чевель вперше згадується князем Василем Михайловичем Сагнушком у грамоті про Стару Вижву від 19 жовтня 1521 року, як урочище Чевель (на Чевлю). «с. Чевель волости Седлищанской в описании с. Старой — Выжвы грамоте кн. Вас. Мих. Сангушко от 19 окт. 1521 г. Оно упоминается, как урочище Чевель («на Чевлю»)». Цю дату вказує також О. Цинкаловський у краєзнавчому словнику «Стара Волинь і Волинське Полісся». Пізніше М. Фасмер подає назву села з польського джерела Czewel, варіант Jozefiп. Назва темна. Можливо відантропонімне похідне, пов'язане з дієсловом *ceviti/* ceviti (~блр. човіць ґпильнуватиґ).
Існує багато легенд щодо походження назви с. Чевель: «Колись дуже давно цар зі своїми слугами їздили у пошуках місця під забудову для нового палацу. Ось проїжджали вони через велике поле, де росло дуже багато щавлю. Цар голосно крикнув: «Щавель»! Пройшли роки і відбулося чергування [щ] з [ч] та [а] з [е] і жителі села почали називати його Чевель. Наступна легенда розповідає, що біля села протікала річка, яка мала назву Чевель, від її пішла назва села.
Наступна легенда про те, що перший чоловік, який заселив територію села, був на прізвище Чевель (Шевель).
У 1797 році в с. Чевель нараховувалось господарських дворів — 49, проживало: чоловіків — 145, жінок — 134. В 1871 році в селі на кошти прихожан була побудована дерев'яна церква з матеріалу старої церкви села Стара Вижва. У своїй праці М.Теодорович це описує так: «В этом селе церковь во имя св. и живоначальныя Троицы. Построена в 1871 г. На средства прихожан. Деревянная, на кам.фунд., крыта железом и покрашена. Колокольня построена отдельно, крыта железом. Зданіем эта церковь перенесена была из с. Старой — Выжвы в 1870 г. и упоминается в вышеприведённой грамоте кн. В. М. Сангушко от 19 окт. 1521 г. Она однокупольна. Антиминс. Священ. Волын. Архиеписк. Арсением в 1850 г. Царскія врата резныя, золочены. Утварью церковь достаточна, а богослуж. кн. скудна. При церкви имеется построенный прихожанами дом. Земли нет. Есть школа грамоты. Прихож. 830 д. об. п., число их значится в общем числе прихожан показанном в описаніи самостоятельного прихода с. Старой — Выжвы, к коему эта церковь приписана. (в 8 в.)». При політиці насильного насадження уніатства кінця 19 — першій половині 20 століття православні села зберегли свій храм і до нього приїздили здійснювати таїнства жителі інших сіл (Дубечна) де храм на деякий час переходив католикам.

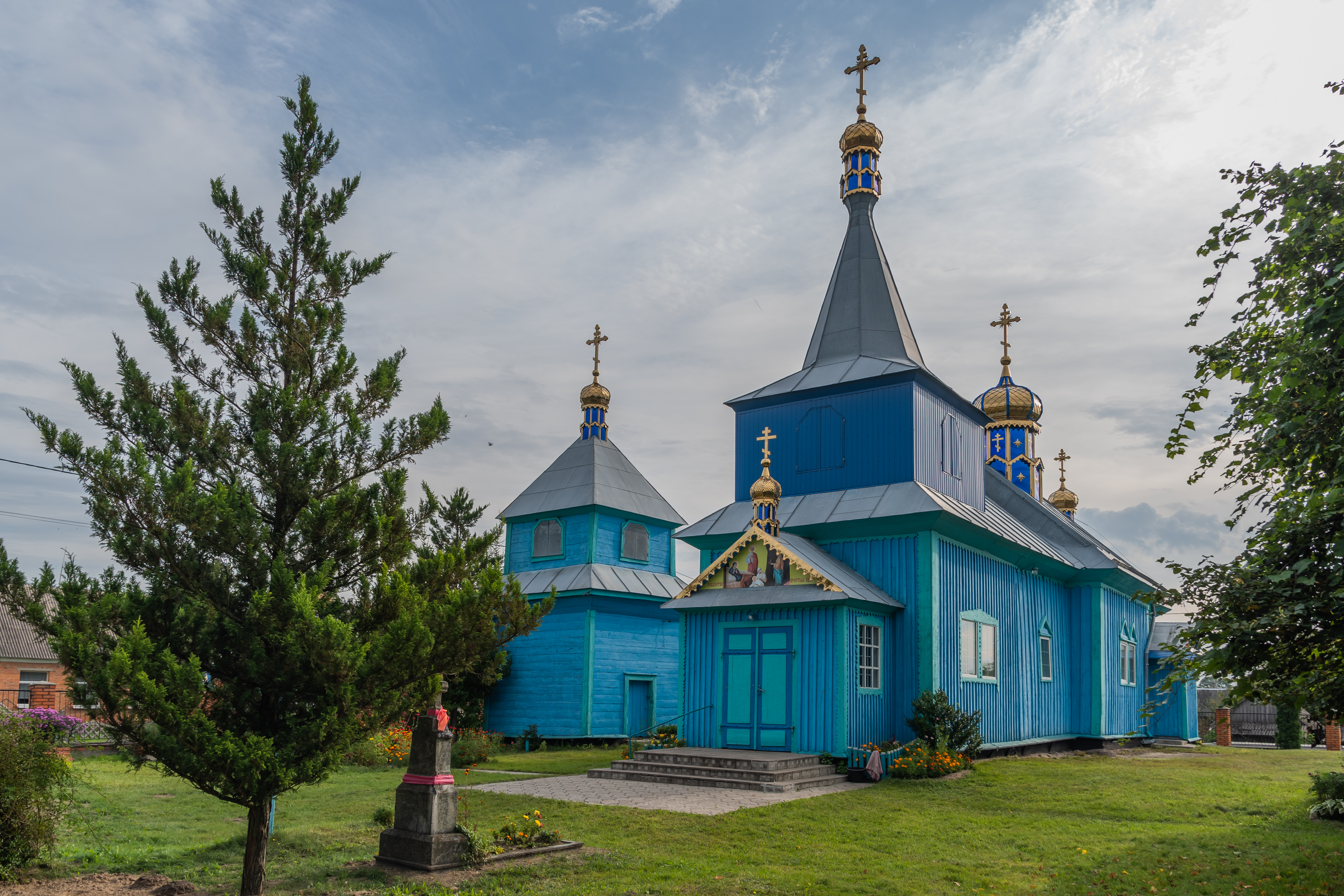
Ансамбль Троїцької церкви (сучасна назва - церква Різдва Богородиці) - вигляд з південного заходу)

При дослідженні чевельської церкви Київським науково-дослідним інститутом в 1989 році, була зроблена характеристика її побудови та історичної цінності, а саме: «Храм Різдва Пресвятої Богородиці є класичним зразком подібних побудов на Волині, достатньо високі композиційні характеристики церкви і дзвіниці дозволяють віднести цей архітектурний ансамбль в число цінних зразків монументального дерев'яного будівництва XVIII століття на території області». 7 серпня 1937 року село відвідав Владика Олексій, Архієпископ Волинський і Кременецький.
За часів радянської влади у 1958 році церкву було закрито. У 1981—1985 рр. приміщення церкви використовувалось під склад колгоспу «Правда». У 1985—1989 рр. — під шкільний спортзал. Не зважаючи на утиски з боку влади в селі зберігалась віра та традиції: колядування на Святвечір 6 січня, щедрування на Багатий вечір 13 січня, посівання на Василя — зранку 14 січня, всеношні паління багать на Пасху.
Наполегливими зусиллями жителів села 30 жовтня 1990 року відкрито церкву Різдва Пресвятої Богородиці. У храмі зберігаються старовинні обновлені ікони: «Святого Миколая-Чудотворця», «Чудесне явлення Божої Матері на горі Почаївській», «Богородиця Мати Милуючи». Багато зусиль парафіяни, зокрема Іван Федорович Карпук, приклали до проведення ремонтних робіт. При служінні на приході отця Богдана була придбане церковне начиння та встановлене нове загородження.
У Відомостях Волинського губернського статистичного комітету, виданих в центрі Волинської губернії місті Житомирі, у 1906 році, зазначається, що у в селі Чевель Седлищенської волості Ковельського повіту нараховувалось 183 двори, в яких проживало 1162 жителі. До речі на той час на території сучасного Старовижівського району функціонувало лише одне поштове відділення в селі Буцинь.
З прокладанням залізниці Ковель — Брест пожвавилось життя в селі. Частина населення почала працювати на залізниці, на лісозаготівлях, які набули широкого розмаху.
1905—1907 рр., коли за Столипінською земельною реформою дозволялось отримати «відруб», тобто отримати землю в одному місці за межами села, виїхати на хутір. В цей час частина селян Чевеля отримала такі наділи і переселились по хуторах. Так утворились назви хуторів «Осова», «Княжна», «Медвеже», «Осьцьке», «Явур'я», «Заліська», «Ломазове», «Омиляни», «Кропивини», «Бондарове», «Буди», «Сачанове», «Полохова», «Лапчина», «Ручицьке», «Парфилове», «Лукашове». Всього їх нараховується більше шістдесяти, вони знаходились в долині річки Вижівки та озера Святого, через яке протікала річка Текля. Можна було відокремити «десятину» і в межах села.
З початком першої світової війни 1914 року Чевель опинився у смузі воєнних дій. Після відступу російської армії у серпні 1915 року в село вступили австрійські війська, які хазяйнували до кінця 1918 року. Військовики реквізовували хліб і худобу, залучали жителів села на різні громадські роботи, проводили з місцевою молоддю дозвілля, дружили з чевельськими дзвониками (так називали місцевих дівчат за те, що вони гарно і дзвінко співали).
Весною 1920 року на недовгий час прийшла більшовицька влада, але в жовтні цього ж року наш край був окупований поляками. За Ризьким договором 1921 року Волинь опинилась у складі Польщі. На селян накладались податки: земельний, за утримання худоби, птиці, собак, в'їзд на базар. Крім того їх змушували безкоштовно відбувати шляхову повинність. За часів Польщі в селі розвивались ремесла: бондарство, ткацтво, лозоплетіння, виробництво черепиці. На території села діяло п'ять млинів. Деяких юнаків було призвано в армію до Войська Польського.
Як зазначається у виданні SKOROWIDZ MIEJSCOWOŚCI RZECZYPOSPOLITEJ POLSKIEJ. T. 9: Województwo Wołyńskie (1923), згідно з проведеним переписом, станом на 30 вересня 1921 року в Чевелі, який входив до Седлищенської гміни, налічувалось 190 дворів, в яких проживало 970 жителів, в тому числі 471 чоловік та 499 жінок. 969 жителів були православними українцями (русинами, згідно польської термінології) 1 є єврей — юдей.
Радянська влада, яка прийшла осінню 1939 року особливих змін у життя громади с. Чевель не внесла, хоча були намагання колективізації, але завадила війна.
У роки Другої Світової війни Чевель, як і інші села краю, опинились під владою німців. Через стрімкий наступ мобілізація чоловіків до Червоної Армії проведена була лише частково. З 29.06.1941 по 18.03.1944 — період окупації с. Чевель нацистами. Запроваджувались нові порядки, людей вивозили на роботу до Німеччини, за непослух владі розстрілювали, знищували євреїв і циган. І зараз на околиці села є братські могили, які і до сьогодні є свідками тих жахливих подій.
В середині березня 1944 року по річці Вижівці встановилась лінія фронту. За наказом німецької влади жителів с. Чевель було евакуйовано в Дивин (Республіка Білорусь). На околицях села проходила третя лінія оборони. Окремі снаряди розривались в селі, пошкоджуючи хати та господарські споруди. Розповідь свідка цих подій Карпук Марії Кузьмівни «Коли наближався фронт, ми як і всі інші люди проживали біля річки Вижівка в урочищі «Осова». За наказом німецького командування всіх жителів хуторів повинні були евакуювати в безпечне місце. Про цей наказ вже всі знали, і тому люди не садили і не сіяли. В нашій сім'ї було четверо: я, старша сестра Люба, матір Агафія, батько Кузьма. Коли батько побачив, що до нас на подвір'я йдуть німці, він втік в ліс, бо думав що його хочуть забрати на укріплення оборонних ліній, а ми залишились з мамою. Німці прийшовши на подвір'я стали шукати батька. Не знайшовши його, заарештували матір, а нас погнали до гурту односельчан. Пізніше, коли ми зустріли матір, вона розказала, що з нею було після арешту. Німецький солдат, який супроводжував матір пішовши за нею щось бурмотів собі під ніс, клацав затвором гвинтівки і вимовляв слова «Партизан капут». Маму непокоїла одна думка, мабуть розстріляє. Пройшовши певну відстань мама не почула голосу німця, оглянувшись побачила, що нікого не має. Мене і сестру німці теж забрали і повели у тимчасовий табір, який знаходився на полі за сучасним клубом. Огорожі ніякої не було, а нас охороняли з десяток німецьких солдат. Людей було багато. Між людьми йшла чутка, що нас мають відправляти на роботу в Німеччину. В той час мама знаючи де знаходиться її чоловік, побігла в ліс, знайшла його там і ще одного сусіда. У лісі натрапили на людей із села, які виконували певні роботи для німців, вони порадили їм іти в село. Якщо натраплять на їх німці то розстріляють. Під вечір мама розшукала нас вже в селі. Побачивши нас в гурті людей, вона кинулась до нас, а ми кинулись на зустріч до неї. Німецький солдат хотів стріляти, подумавши, що ми тікаємо. Та на наше щастя втрутився староста села. Він пояснив, що це їх мама і самі вони з села. Протримавши нас три доби німці наказали нам, та іншим односельчанам збиратися в дорогу в біженці. Так ми опинились в білоруському селі Дивин, а в Чевелі ніхто не залишився з цивільних, тільки німці. Повернулись додому ми під осінь. Будинків не було вцілілих, не було що їсти. Тато з мамою зробили землянку, залишилось її облаштувати, але батька забрали в армію. Так і зимували ми в холоді і голоді».
Через село проходив рейд червоного партизанського з'єднання О. Ф. Федорова. В роки війни відбувалось протистояння між червоною партизанкою та партизанами ОУН — УПА, обумовлене тим що на території Полісся, протягом усього польського періоду потужними були осередки Комуністичної партії Західної України (КПЗУ), орієнтовані на Радянський Союз. Найчисельнішими вони були в Ковельському повіті, де мали 2750 членів та симпатиків. Проте, поступово КПЗУ втрачала своє домінуюче становище, а частина її колишніх членів доєднувалася до мережі ОУН. Отож жителі Чевеля перебували й в одному і в іншому протиборчому таборах. Останніх двох учасниць ОУН в Чевелі затримано на початку п'ятдесятих, коли вони вийшли з схрону на весілля. Під час затримання одна з підпільниць була застрелена жителем села. Багатьох чоловіків призвано в Червону Армію та направлено на фронт (здебільшого в військові частини, які воювали в Східній Пруссії під Кенігсбергом).
З приходом на територію Західної України у 1939 році радянської влади, функції її органів у селах почали виконувати селянські комітети. Згідно постанови Волинського облвиконкому від 25.01.40 р. «Про затвердження сільських Рад по Волинській області», на зміну комітетам були створені сільські Ради депутатів трудящих та їх виконавчі комітети, як виборчі органи, в тому числі Черевельська сільська Рада депутатів трудящих, с Черевель Седлищенського району, до якої входили село Чевель та хутір Осова.
Ймовірно, через те, що грамотних місцевих спеціалістів у той час було мало і сталась ця технічна помилка, через яку Чевель в офіційних документах на деякий час став Черевлем. Такі випадки були непоодинокі. Але уже в документах Державного архіву Волинської області відразу після Другої Світової війни ми бачимо правильну назву — село Чевель Седлищенського (з 07.06.46 р. — Старовижівського району).
Чевельська сільська рада функціонувала з 1940 по 1959 роки. Тимчасово припиняла свою діяльність під час нацистської окупації села, яка, за офіційними документами тривала з 29.06.41 р. по 18.03.44 року. Хоча документи воєнних архівів (зокрема журнал бойових дій 70-ї армії) свідчать, що у березні — липні 1944 року Чевель опинився на лінії фронту. Село займала армія Вермахту, а сусіднє Пісочно 70-армія Червоної Армії.
Станом на 25 січня 1940 року в Чевелі налічувалось 112 дворів, проживало 1409 жителів. Сільська рада мала 2073 гектари землі. Фотокопія з Державного архіву Волинської області. Довідково: у 1888 році проживало 772 людини; у 1906—1162 людини; 1921 році — 970 людей (негативний вплив Першої світової війни).
Згідно адміністративно-територіального поділу області станом на 01.09.1946 року Чевельська сільська рада депутатів трудящих входила до Старовижівського району. На жаль не вдалось вияснити склад сільської ради до війни, зате в Державному архіві Волинської області зберігаються протоколи зборів селян, засідань сільської ради та правління місцевого колгоспу «Перемога» за повоєнний час.
Місцевого самоврядування в централізованій тоталітарній країні, якою був Радянський Союз фактично не існувало, діяла вертикаль суворого підпорядкування рад нижчого рівня вищому. Так Чевельська сільська рада підпорядковувалась Старовижівській районній раді та її виконкому. Але все ж слід відмітити, що повноваження сільської ради по упорядкуванню повсякденного життя села були досить широкими і більшість складу сільської ради складали місцеві жителі.
Одним з перших документів, з якого дізнаємось про діяльність місцевої влади, є протокол зборів жителів від 22 листопада 1945 року про вибори голови сільради. На зборах були присутні 20 чоловік демобілізованих і інвалідів. Збори постановили вибрати головою сільради села Чевель Матвєйчука Панаса Алєксєєвіча, 1915 року народження, «єдінолічника», «демобілізованого з Красной Армії» (так в оригіналі). І відразу призначили його відповідальним за поставки та податки (м'ясопоставки, молокопоставки, шерсть, зернопоставки, сільгоспподаток, воєнний податок та холостяцький податок). Поставки та грошові збори були основними завданнями сільради, і звичайно ж ідеологічна складова. Так у вересні 1945 року відбулись збори селян, на яких заслухавши доповідь про капітуляцію Японії селяни Чевеля одноголосно постановили всі поставки та грошові платежі сплатити достроково. Одночасно за два тижні провести і сівбу.
За наступний рік голови сільрад змінювались декілька разів. І ось 14 серпня 1946 року на посаді голови сільради Смолярчука Давида Микитовича замінив Матвійчук Микита Єрофеєвич (до речі один мій дід по батькові, інший по матері). Микита Матвійчук декілька років керував сільрадою і був вбитий на одному з хуторів біля Чевеля. А Смолярчук Давид був активістом, фінансовим агентом і на початку п'ятдесятих, рятуючись від погроз банд, яких тоді було чимало змушений був з сім'єю виїхати у Херсонську область, де і помер.
Заступником голови сільради у 1946 році. вибрано Куцика Івана Костянтиновича, який невдовзі очолить новостворений колгосп «Перемога».
Сільрада займалась в основному збиранням податків, організацією посівних та збором урожаїв, а також соціально-побутовими питаннями селян.
Оскільки в роки Другої Світової війни біля Чевеля проходила лінія фронту сапери у 1946 році проводили перевірку території на предмет знаходження боєприпасів. Біля хутора Княжна було знайдено та знешкоджено міну.
В господарствах села було багато не лише корів, а й коней. У 1946 році, на зборах села, за пропозицією голови сільради Смолярчука Давида Микитовича постановили поставити пастухів за випасом коней. За випас кожного робочого коня давали по 5 кілограмів зерна, а неробочого — 10 кілограмів. Також найняти двох польових: Гупіка Йосипа Васильовича і Гайду Федора Максимовича доглядати за сіножатями і збіжжям. За роботу платили 2 кілограмами зерна від кожної хати. Всіх шкідників направляти до народного суду.
Займалась сільрада і описом та конфіскацією майна жителів, яких виселяли до Сибіру. З опису майна 1946 року можемо мати уяву, якими тоді були сільські садиби. В громадян Заблоцького Остапа Сидоровича та Ральської Мотруни Остапівни майно склададось з: хати, клуні, хліва, хлівчика, корови, коня, діжки, двох скринь, п'яти бочок, жорон, ступи, дев'яти коп жита в снопах, дев'яти фур сіна, шістдесяти чотирьох кілограм проса та ячменю.
З протоколу зборів селян Чевеля від 1947 року, якщо опустити пропагандистські гасла щодо соціалістичного змагання та звернення українського народу до Сталіна (доповідь голови земгромади Куцика Олександра та виступа директора школи Власової Віри Олексіївни) ми можемо взнати, які культури вирощували в селі і яка була їх врожайність. Отже врожайність з гектару: жита — 8,5 центнерів, ячменю — 7 центнерів, вівса — 8,5 центнерів, проса — 8 центнерів, гречки — 6 центнерів, волокна льону і коноплі –2 центнери, картоплі — 120 центнерів. Заодно вирішили достроково виконати зобов'язання по здачі державі сільськогосподарських продуктів, організувати в селі колгосп, своєчасно підготувати школу до навчального року, завезти паливо до школи, відремонтувати дороги та містки і викликати на соціалістичне змагання селян Пісочна.
Задіяні були до громадського життя і жінки. Були створені жіноча рада на чолі з Гайдою Євдокією Пилипівною, снітарно-побутова комісія (голова Баран Феодора Микитівна), культпросвітницька комісія (голова Бондар Онися Петрівна), фінансова комісія (голова Резюк Марія Григорівна). Також обрано 20 делегаток в жіночу раду Староивжівщини.
В перші роки після Другої світової війни багатодітним сім'ям надавали допомогу з сільського бюджету. З протоколу президії Чевельської сільради отримав дані про сім'ю мого батька. Сам же сільський бюджет складався з таких податків: — подоходний податок з населення; — подоходний податок з колгоспників; — сільськогосподарський податок; — податок на холостяків та малосімейних.
Для будівництва райцентру Стара Вижва у 1947 році кожна сільська рада виділяла робітників для виконання різного роду робіт. Так Чевельська сільська рада направила робочих для виробки цегли, пильщиків та теслярів (плотніков). За невихід на лісозаготовки для будівництва райцентру на дванадцятьох жителів села виконком наклав штраф у розмірі 50 карбованців.
Питання пожежної безпеки завжди були актуальними для села, хати в якому були дерев'яні, а більшість стріх солом'яні. В пожежах горіли як окремі будівлі так і цілі сільські кутки. Відомо про велику пожежу в селі у 1916 році. Були й підпали. Так, з акту сільради від з вересня 1946 року слідує, що «малоумний» Бутмерчук Сергій Романович підпалив свій будинок. Через пожежу згорів будинок, клуня, збіжжя, сіно та солома. В цій пожежі згоріла також садиба Бутмерчук Оксені Мойсеївної та Бутмерчук Федори Самійлівної.
У 1947 році була створена пожежна дружина під керівництвом Осіїка Михайла Миколайовича. Дбали і за гігієну, тож зборами села від 2 травня 1947 року вирішено побудувати лазню. При цьому термін визначався дуже стислий — менше місяця. При цьому виконання робіт поклали під особисту відповідальність громадян Цалюка Степана Івановича і Пишкіна Дмитра Борисовича.
Типовим для початку п'ятдесятих років 20 століття за соціальним походженням, освітою є склад сільських рад. Чевельська сільська рада 1953 року складалась з 12 депутатів. З них неповну вищу освіту мав лише директор школи Корнійчук Віталій Антонович, 10 класів — завідуюча бібліотекою Лугвіщик Галина Петрівна, 7 класів — голова сільради Бабич Костянтин Мартинович, секретар сільради Загребельний Іван Єгорович та Чередніченко Володимир Григорович, 6 класів — голова колгоспу Смолярчук Іван Давидович, 5 класів — податковий агент Супрунюк Василь Йонович. До складу сільради входили також колгоспник колгоспу «Перемога» Матвійчук Денис Єрофєєвич, працівник промкомбінату — Яворський Ярон Пилипович, колгоспні бригадири Ризюк Ілля Степанович, Петричук Іван Павлович, та друга жінка в складі сільради — колгоспниця Романчук Марія Юхимівна.
Цікавою є особистість Івана Павловича Петричука. Протягом декількох десятиліть у шістдесяті–  вісімдесяті роки він був беззмінним листоношею, який розносив газети, листи та пенсії і ми діти часто грались в «петручика». Але мало хто знає, що в п'ятдесяті Іван Павлович був депутатом сільради, навіть виконував обов'язки голови, колгоспним бригадиром. Записаний за походженням як білорус, проживав на тій території, яка після війни відійшла до ПНР і частина рідні залишилась там.
Загребельний Іван Єгорович — чоловік вчительки Пишняк Катерини Онисімівни, був секретарем сільської ради, за його непублічними розповідями — брав участь в УПА. Іван Загребельний був одним з небагатьох освічених спеціалістів і один час йому виконком сільради не дозволив звільнитись з роботи за заявою по стану здоров'я (інвалід 2-ї групи).
Як свідчать протоколи Чевельської сільської ради, переселення людей після Другої світової війни з хуторів у села проводилось примусово. При цьому, зі слів голови сільради Костянтина Бабича існував план по такому переселенню. А плани при Радянській владі зобов'язані були виконувати всі. У 1954 році це переселення уже закінчувалось. Відповідно до протоколу сільської ради від 23 березня 1954 року переселенню у першому кварталі підлягали садиби Юхима Ворожчука і Лукаша Осіїка. При цьому рішенням сільради виділялась спеціальна бригада для перенесення будівель, а власників лише повідомляли про це. Про те, не всі бажали переселятись у село і це рішення не було виконано. Тому у 1955 році знову прийнято рішення про переселення з хутора цих сімей і сімей Антона Сікорського, Василя Карпука, Петра Карпука, Бондар Сивети, Смолярчука Миколи, Шамайди Антоніни. До речі це рішення владі теж не вдалось виконати. Заодно вирішили і Заблоцького переселити з колгоспного двору, щоб не заважав колгоспному будівництву.
На одному з засідань сільської ради обговорювали роботу медпункту (завідуюча медпунктом Надія Хільчук родом з Полтавщини, медпункт відкрито у 1946 році). Окремих депутатів не задовільняла робота медпункту в частині відсутності розпорядку дня, графіку прийому, бездіяльності акушерки. Завідуючій медпунктом також зроблено зауваження через те, що вона не читає лекцій.
Із завклубом в Чевелі щось не дуже везло. Так на початку п'ятдесятих завклубом був Каган Юхим Федорович. Але щось не дуже хотів працювати, за що і звільнили. У 1954 році в Чевелі зав. клубом був Жолинський, а завбібліотекою Лугвіщик Галина Петрівна. Через те, що в клубі був лише один гурток: драматичний, яким поставлено лише 3 п'єси та 1 концерт і мало виготовлено наглядної агітації сільською радою, завбібліотекою «поставлено на вид» і зобов'язано разом з завклубом організувати співочий, літературний та фізкультурний. Під час весняної посівної компанії кожен день випускати «бойовий листок». В бібліотеці налічувалось 105 читачів. Проведено 4 читацькі конференції. Слід зазначити, що станом на 1957 рік у селі нараховувалось 28 неписьменних жителів. У 1958 році було вирішено знести приміщення сільської ради й побудувати клуб (на тому місці він розташований до тепер). Для цього вирішено «зрізати на клуб 2 сокори на хуторі Осова, три сокори на межі колгоспного двору і садиби Гайди В. М., одну рашпу коло школи….. Просить райраду виділити гроші і матеріали на будівництво клубу… Сільраду перенести на часну квартиру Маркусь Є. Г.».
Склад депутатів Чевельської сільської ради 1955 року дещо відрізняється від попереднього. Обрано 15 депутатів. На той час в районах уже склався так званий «актив» з постійних перевірених «кадрів», яких перекидали з однієї ланки роботи на іншу. Так і в Чевелі головою сільради призначили Гергешу Степана Івановича (члена КПРС, освіта 4 класи), який до того працював головою колгоспу в Седлищах. Депутати, обрані з дотриманням тогочасних вимог: є як чоловіки, так і жінки, керівний склад, колгоспники і середня ланка. Переважають колгоспники, серед яких зав.ферми Ризюк Ілля Степанович, бригадир 2-ї бригади Бутмерчук Микола Демидович (по вуличному Шух), ланкова овочівницької ланки Осіїк Пріська Архипівна, колгоспники Смолярчук Василь Іванович, Савчук Микола Панасович, Карпук Василь Давидович, обліковець Махонюк Ольга Григорівна (виїхала в Нововолинськ). Є серед депутатів і представники місцевої інтелігенції: Супрунюк Василь Йонович (завідуючий магазином, раніше був податковим агентом), Лугвіщик Галина Петрівна (завідуюча хати — читальні) та Михайленко Марія Яківна (учителька школи, яка правда того року виїхала у Стару Вижву).
Останній склад Чевельської сільської ради оновився у 1957 році і не сильно відрізнявся від попереднього. Смолярчук Іван Давидович, після об'єднання колгоспів з голови став бригадиром, але встиг уже закінчити місцеву семирічку. До складу сільради увійшов директор школи Шатило Станіслав Миколайович, нова завмедпунктом Ніколенко Ніна Олександрівна, а також Бобров Юхим Семенович, який у шістдесяті роки буде завідувачем магазину.
З 1935 року жінкам — колгоспницям надавалась відпустка по вагітності та пологах терміном 60 календарних днів (30 днів до пологів і 30 після пологів), а сім'ї були багатодітними, то ж у 1957-му році вирішили побудувати дитячі яслі. Крім того приділялась увага благоустрою та дотримання належного санітарного стану, для цього на кожному колодязі мали бути накриття, був збудований спортивний майданчик, обгороджено кладовище, відремонтовані містки. Біля кожної хати господарі мали засіяти квіти і висадити дерева.
У 1958 році за невідвідування учнями школи батьків штрафували. Штраф становив 100 тогочасних карбованців.
У 1948 році організовано колгосп «Перемога» с. Чевель і фактична влада в селі перейшла до голови та правління колгоспу. Під час організації колгоспу у селян насильно забирали землю, худобу, реманент. Жителів з хуторів було переселено до села, а заможних було вивезено в Сибір, їхнє майно забрали в колгосп. З «дядьківських» хат збудовано адміністративні та господарські будівлі, зокрема в центрі села була контора (пізніше шкільна їдальня) та пошта (зараз в цій будівлі знаходиться магазин-бар, інша (контора, прийом молока, шкільна майстерня) в дев'яностих повернута колишнім власникам і розібрана. З протоколів правління колгоспу «Перемога» дізнаємось як «добровільно» проводилась колективізація. Читаємо «виступ Сачанюка Йони, який має на 10 плугів заліза і на 2 вози обіддя і все це залізо здає в колгосп на усуспільнення… Слухали предсідатєля колхоза Куцика О. П. в кого і які клуні будемо будемо розбирати. Намітили в колгоспників Цалюк Марії, Мойсіюк Мікіти, Гайди Філіпа, Слівки Гната, Дудар Арсеня, Слівки Ольги… Забрати весь інвентар від колгоспників і позабирати лошадів».
Відчувається любов селян до домашніх тварин за їх назвами: корови «Ласточка», «Квітка», «Лебідка», «Берізка», «Лялька», баран-плідник «Прутік», кобилки «Чайка», «Акулка», «Зорка», «Ласточка», а от коники — «Карась» бугай-плідник «Мазун». Цікаво, що за доглядом племінного бика був особисто закріплений завфермою Хоміч Федір.
В перші повоєнні роки селяни, особливо ті, що не вступили до колгоспу були обкладені великими податками-зобов'язаннями, які були встановлені на м'ясо, яйця, молоко, сільськогосподарський податок, бездітних. На початку п'ятдесятих податками обкладалось кожне фруктове дерево і селяни змушені були вирізати свої приватні сади. Паспорти селянам не видавали і для того щоб влаштуватись на роботу навіть в Старовижівський промкомбінат необхідний був дозвіл-довідка сільської ради.
Протокол, який підтверджує, що колгоспна система у повоєнні роки була свого роду кріпацтвом. За невихід на роботу карали штрафами, виключали з колгоспу, передавали справи до суду і забирали землю. «Бутмерчук Степан Семенович, сам працює на жілізній дорозі, жінка в колгоспі не працює і не працювала, а всіма колгоспними благами користується»… «Господарство громадянина Минько Никифор Федоровича самовільно покинуту роботу в колгоспі і за самозахват колгоспних земель оформити діло в суд, правлінню колгоспу пред'явити йому іск, на взяті їм 6 трудоднів жито, ячмінь і картошку. Відрізать огород, а матеріали за самозахват передати в суд». Якщо хтось з селян влаштовувався на роботу до міста, то йому обрізали городи, лишаючи дві-три сотки. Організація праці в колгоспі була примітивною та неефективною, більшість робіт виконували вручну. До кожного косаря приставляли по дві жінки з граблями. Не зважаючи на те, що в колгоспі було багато худоби на всіх селян був накладений оброк по здачі молока, м'яса, яєць. Не вистачало навіть гною і у 1957 році правління колгоспу вирішило, що кожне господарство в селі повинно здати колгоспу по 12 підвод гною. За кожну підводу нараховувався один трудодень. Все ж життя брало своє і колгоспники Чевеля окультурювали колгосп, з'являлись нові пісні та обряди. Навіть портрети вождів шанобливо обрамляли вишитими рушниками. У 1955 році делегати колгоспу брали участь у Всесоюзній сільськогосподарській виставці в Москві.
Рішенням облвиконкому від 22.01.1959 № 50 Чевельську і Пісочненську сільські ради об'єднано в одну Пісочненську сільську раду з центром у с. Пісочно (тепер Поліське). Місцевий колгосп «Перемога» приєднано до колгоспу «Правда» з центральною садибою в с. Пісочно. Голова колгоспу Смолярчук Іван Давидович переведений на посаду бригадира, а за декілька років його переведуть в Синове, де він декілька років очолюватиме місцевий колгосп «17 вересня». В Чевелі ще залишались адміністративні приміщення, колгоспний двір, худоба та реманент, але керівництво вже здійснювалось з Поліського. Це було штучне об'єднання, адже до центральної садиби відстань становить 8 кілометрів бездоріжжя, ще й до того села розділені річкою, через яку був перекинутий дерев'яний аварійний місток. Бетонний міст був збудований лише в кінці сімдесятих років, а щебенева дорога висипана лише у вісімдесяті. Що ж до руху громадського транспорту, то він від Чевеля до Поліського за всі десятиліття так і не був організований.
Післявоєнні роки пов'язані із значними соціально-економічними змінами в селі: відкрито фельдшерсько-акушерський пункт (1946, новий ФАП побудовано у 1977 році, а старе приміщення віддали під житло місцевим циганам), відкрито новий клуб та бібліотеку (1959), почалась електрифікація (1960), відкрито поштове відділення (1961), почала діяти залізнична зупинка (1966). У 60-80-ті роки в селі досить потужною була третя бригада колгоспу «Правда» (тривалий час бригадирами були Петро Хомович Сливка, після нього Борис Георгійович Кисельов). Вона спеціалізувалась на вирощуванні льону, жита, картоплі, кормових буряків. У селі була велика тваринницька ферма, конюшня, то ж для годівлі телят, корів, коней заготовлювалось багато корму, закладались фуражні ями та кагати з буряками і картоплею. Школярів долучали до робіт в колгоспі, особливо восени під час збирання картоплі та влітку для роботи на току.
Фельдшерсько-акушерський пункт заклад життєво важливий для будь якого села, а сільський фельдшер це і акушер, і терапевт, і кардіолог. Протягом десятиріч будь-якої пори доби і року за першим покликом спішила на допомогу людям Надія Михайлівна Гайда, яка допомогла врятувати не одне людське життя.
Поштове відділення було одним з важливих центрів для селян. Там можна було і телефонну розмову замовити, і посилку чи лист, або телеграму відправити (отримати) і заощадження «на книжці» зберігати. Тривалий час ним завідувала Смолярчук Надія Олексіївна. Чевельці передплачували багато газет та журналів, які (як і пенсії) їм доставляв багаторічний листоноша Іван Павлович Петричук (діти тоді не знали, що таке листоноша, вона думали, що «петричук» це професія).
У 60—80-ті роки багато чевельців орієнтовувались та влаштовувались на різну роботу до Бреста. Цьому сприяло зручне безпересадкове залізничне транспортне сполучення (дизель-поїзди з напівм'якими сидіннями курсували по 6 — 7 рейсів щодня в одну і іншу сторону). При залізничній зупинці, що відносилась до Білоруської залізниці було приміщення (в народі — казарма), де була облаштована квиткова каса та зальчик очікування. Тривалий час залізничним майстром і фактично «господарем казарми» був Степан Бутмерчук.

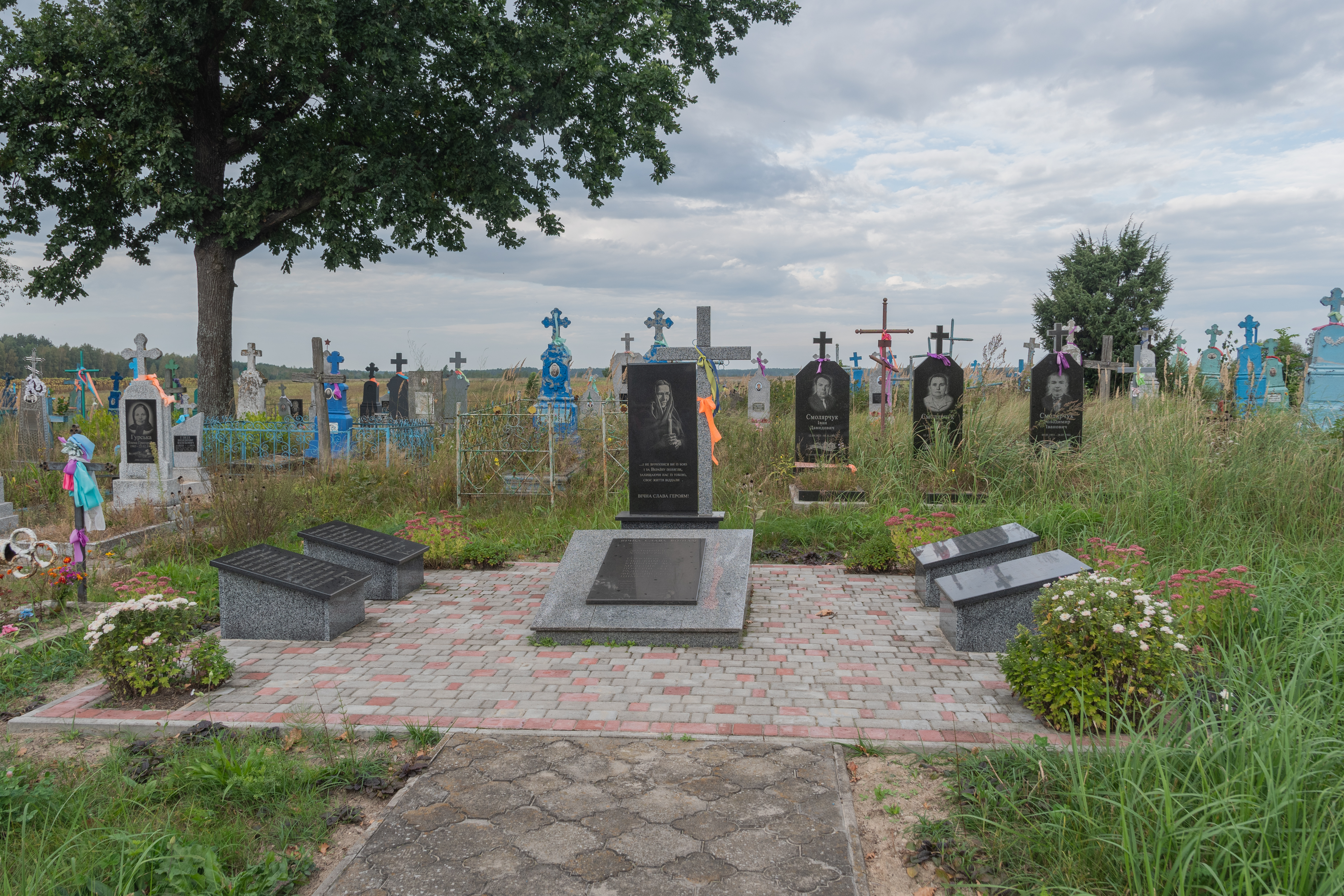
Могила братська радянських воїнів (1991 рік)

У 1968 році на кладовищі встановлено Братську могилу радянським воїнам, які загинули, визволяючи село в роки Великої Вітчизняної війни. 
У період другої половини 19 століття на території села діяла церковно-парафіяльна (однокласна) школа в якій основним предметом був Закон Божий. У 1933 році було побудовано нову школу, яка діє і до нині, в школі навчалось понад 120 дітей. Під час німецької окупації постійного навчання не було. В школі розміщувався військовий госпіталь, який згодом перетворили у табір для полонених. Першим післявоєнним навчальним роком був 1944—1945 рік, школа була початковою. У 1948—1949 рр. школа реорганізована в семирічну. Навчання у 1–7 класах велося у дві зміни, третьою зміною була вечірня школа, в якій навчались діти переростки, а також малописьменні дорослі. Після війни не вистачало місцевих кваліфікованих кадрів і на Західну Україну направляли спеціалістів зі Сходу України. Так у Чевель приїхали, закріпились, одружилися й стали корінними чевлючками Віра Олексіївна Власова, яка пізніше з чоловіком Смолярчуком Іваном Давидовичем, якого обрали головою колгоспу «17 вересня», переїхала в Синове, Віра Йосипівна (у шлюбі Смолярчук), Панченко Катерина Онисімівна (у шлюбі Пишняк).
Далі, з допису Олександра Добиша: «1933 рік. В центрі невеличкого мальовничого поліського села Чевель, серед буйної зелені і різнобарв'я мальв і жоржин побудувалась школа, приміщення якої складалось із учительської , 2 класних кімнат площею по 56 м² та просторого коридору. Висота приміщення становила 3 метри 75 см. Першим директором школи був Олександр Йосипович Чамбула. Під його керівництвом працювали такі вчителі: Поліна Вітрик, Ольга Михальчук, Іван Дубік, Галина Коцюба. Школа була початкова. Всі вчителі разом з директором читали різні предмети в чотирьох класах.
1941—1945 роки. Постійного навчання не було. В школі був госпіталь, а згодом табір для полонених. Відкрили школу, як навчальне приміщення, в 1944 році. Навчання велося у дві зміни. У третю зміну працювала вечірня школа. Навчальний процес тривав з 8 години ранку до 24 годині ночі. Класи освітлювались гасовими лампами, діти навіть по трьох сиділи за партою. Хоча умови були важкі та діти з великим бажанням тягнулись до знань.
Першою завідуючою Чевельської початкової школи була Власова (Смолярчук) Віра Олексіївна. У школі працювали Ольга Іллівна Осіїк, Марія Йосипівна Ступік, Ніна Миколаївна Давидова. Саме тут розпочала свій нелегкий, але творчий педагогічний шлях Віра Мойсеївна Карпук — заслужена вчителька України.
1948-1949 роки. Під керівництвом Антона Івановича Гаврилюка школа стає семирічною. Згодом школу очолює Мельник Олександр Захарович. Вчителями-предметниками працюють Софія Михайлівна Федонюк, Софія Микитівна Логвин. В цьому ж році з далекої Сумщини на Волинь, у маленьке поліське село приїзджає нова вчителька — Панченко (Пишняк) Катерина Онисимівна. Все життя вона пропрацювала у Чевельській школі і донині проживає у селі.
Частина випускників 50-57 років продовжила навчання в інших навчальних закладах. Молоді люди стали спеціалістами і роз'їхались в різні куточки країни.
1958 рік. Новим директором призначається Тимошенко Василь Григорович, який на цій посаді працював до 1979 року. Під його керівництвом відбулась перебудова приміщення, змінюється розташування класних кімнат, в просторому коридорі відокремлюються 2 класні кімнати та кабінет директора школи і добудова приміщення шкільної майстерні (3 класні кімнати та окремо приміщення для проживання вчителів).
Діти вчились в одну зміну.
На чолі з Тимошенком В. Г. працювали такі вчителі: Івчик Михайло Степанович та Марія Марківна, Обриньба Анатолій Іванович Тимошенко Любов Петрівна, Герман Людмила Станіславівна, Романчук Галина Яківна, Ворожчук Галина Семенівна, Оліферук Марія Іванівна, Кисла Ольга Миколаївна, Смолярчук Віра Йосипівна, Смолярчук Василь Миколайович, Осіїк Ганна Іванівна, Карпук Іван Федорович.
1959-60 роки. Чевельська семирічна школа стає восьмирічною. Дружині піонерів було присвоєно ім'я піонера-героя Павлика Морозова. На той час піонервожатою була Гупік Надія Василівна. Під її керівництвом «Червоні слідопити» школи розшукували рідню воїнів, які загинули під час визволення села від фашистських загарбників.
В період з 1979 по 1989 роки директорами школи були: Леонід Сергійович Пугач, Іван Арсенович Лановий, Владислав Антонович Герасимець. Педагогічний колектив поповнювався новими вчителями, такими, як Цехош Антоніна Павлівна, Ланова Ніна Миронівна, Недзельська Марія Олександрівна, Миронюк Галина Михайлівна, Бялковський Віктор Анатолійович та Людмила Йосипівна, Баран Марія Ярославівна, Короц Сергій Павлович, Ходорчук Галина йосипівна, Козловська Віра Юр'ївна, Старко Світлана Адамівна, Бортнічук Любов Володимирівна, Вільчинська Тамара Андріївна, Ювко Тамара Василівна.
У 1989 році посаду директора Чевельської восьмирічної школи займає Смолярчук Василь Миколайович. До складу педагогічних працівників Чевельської неповної середньої школи прийшли молоді спеціалісти: Яворська Алла Семенівна, Резюк Валентина Петрівна, Кисельова Галина Миколаївна, Цалюк Лариса Петрівна, Добиш Олександр Степанович, Савчук Ніна Василівна.
Починається добудова цегляного приміщення школи площею 124 м2, яке сполучається із старим. Школа має два окремих входи. У 1993 році учні розпочинають навчання в нових просторих класах. В рідній школі працює багато її випускників, а саме: Галина Михайлівна Миронюк з 1978 року, Микола Миколайович Куцик (1984), Ольга Іванівна Добиш, Ольга Андріївна Трохимчук (1986), Петро Петрович Резюк (1987), Наталія Миколаївна Куцик (1992), Тамара Іванівна Сторожук (1993), Світлана Петрівна Бринчук, Ірина Петрівна Осіїк, Микола Миколайович Міліщук (1994), бібліотекарем Світлана Миколаївна Міліщук (2009), Катерина Олександрівна Маркевич (2011).
З 1994 року і по даний час школу очолює Добиш Олександр Степанович. Об'єднується сільська бібліотека із шкільною, яку очолює Хлопук Тетяна Мойсеївна. До шкільного колективу приходять нові вчителі: Осіїк Іван Іванович, Недзельський Вячеслав Іванович, Шабат Ігор Миколайович, Супрунович Іван Євгенович, Курилюк Олена Петрівна, Посполітак Світлана Василівна, Бромук Марія Іванівна, Пірожик Богдан Володимирович. За цей період було перекрито та обкладено приміщення старої школи, проведено реконструкцію приміщення шкільної майстерні, його з'єднано з основним корпусом, добудовано санітарні кімнати, вкладено бруківку на центральний вхід, переобладнано класні кімнати, тобто знято проблему «прохідних класів», що стало зручно і практично вчителям і учням, покращились побутові умови праці шкільної їдальні, відокремлюються обідній і кухонний зали, шкільна територія обгороджується сучасним парканом із цементних плит.
Із 1933 по 2016 роки шкільне господарство обслуговував технічний персонал школи: Смолярчук Василь Іванович, Махонюк Марія Денисівна, Махонюк Ганна Іванівна, Ворожчук Дарія Борисівна, Токар Сидір Прокопович, Недзельська Марія Марківна, Філончук Марія Марківна, Коваль Іван Федорович, Коваль Катерина Іванівна, Хлопук Петро Петрович, Савчук Андрій Тимофійович, Сливка Ольга Іванівна, Сливка Галина Василівна, Яворський Віктор Іванович, Сторожук Віктор Васильович, Миронюк Михайло Анатолійович. Темними зимовими ранками ці люди йшли до школи, топили грубки, запалювали лампи, слідкували за чистотою в приміщенні. В шкільній їдальні працювали: Куцик Марта Павлівна, Махонюк Ольга Арсенівна, Смолярчук Ольга Степанівна, Савчук Ганна Олексіївна, Савчук Галина Павлівна, Хлопук Наталія Петрівна, Шакірова Тетяна Єгорівна, Куцик Наталія Миколаївна.
Із 2006 року в школі працювати набагато легше. Матеріальні умови храму науки покращувались з року в рік. В класах тепло і затишно. Чистоту в класних кімнатах підтримують Наталія Степанівна Резюк та Галина Іванівна Маркевич. Дають лад шкільному господарству Гупік Володимир Іванович. На перерві годує дітей Ірина Миколаївна Миронюк. Сьогодні в школі працює декілька кочегарів, які вдень і вночі виконують свою роботу: Трохимчук Степан Карпович, Миронюк Анатолій Демидович.
Сільська школа переживає тривалий процес перебудови. Кожного року пізнавати світ ідуть випускники школи.
«З одного боку ми маємо науково обґрунтовану програму дій, кваліфікованих педагогів, здатних творчо втілити її в життя, а з іншого — школяра, який кожного дня прагне побачити щось нове, не теоретично, а в практичних діях, експериментально оволодіти знаннями, уміннями і навичками. Успіх нашої діяльності залежить від того, наскільки вдасться вирішити важливу для суспільства проблему взаємозв'язку теорії і практики. Теорія ліквідації різниці між містом і селом призвела на практиці до поступової ліквідації села. Що буде з розвитком освітнього простору в сільській місцевості?».
У період незалежності України в 1993 році добудовано один корпус школи на чотири класні кімнати. На 01.01.2009 в загальноосвітній школі І-ІІ ст. с. Чевель навчалось — 77 учнів, із них хлопчиків — 39, дівчаток — 38, працює вчителів — 16, школа розрахована на 98 учнівських місць.
У 2012 році, за ініціативою директора школи Олександра Добиша і сприяння виконавчої влади та виділенню коштів з обласного бюджету проведено реконструкцію та добудову школи. Станом на 01.09.2012 року у навчальному закладі І–ІІ ступенів навчалось 56 школярів, із яких 10 — вперше сіли за парту в тому навчальному році. Роботи на об'єкті виконали будівельники СМП «СтараВижваагробуд». Загальна кошторисна вартість — понад 999 тисяч гривень, з яких 700 тисяч було виділено з обласного бюджету. При відкритті школи Олександр Добиш від імені всього педагогічного колективу подякував владі за допомогу у будівництві нового корпусу, де розміщено актову залу, учительську та майстерню. «У 2011 році на його будівництві ми освоїли 200 тисяч гривень, що стало для нас великим стимулом до завершення робіт. Нове приміщення з'явилось у Чевелі завдяки злагодженій співпраці батьків, учителів та представників влади усіх рівнів».
На 01.01.1998 в с. Чевель проживало жителів — 755, господарських дворів нараховувалось — 284. За результатами перепису 2001 року в с. Чевель проживало 717 осіб, із них чоловіки — 347, жінки — 370. На 01.01.2007 в с. Чевель проживало 679 осіб.
Станом на 1 січня 2009 року в селі нараховувалось: господарських дворів — 271, із них 48 хат-пусток; всього жителів — 642 особи, із них чоловіків — 315, жінок — 327, дітей до 16 років –140, народилось 10 дітей, із них: хлопчиків — 5, дівчаток — 5; померло –17 осіб, із них чоловіків — 11, жінок — 6; виїхало із села (знялись із реєстрації) — 4 особи, приїхало в село (зареєструвалось) — 7 осіб.
На 01.01.2008 в с. Чевель нараховувалось 100 прізвищ людей, найпоширенішими є: Сливка — 41 особа, Савчук — 33 особи, Шамайда — 24 особи, Матвійчук — 24 особи, Недзельський — 20 осіб.
21 листопада 2007 року в с. Чевель відбулося урочисте відкриття вуличного газопроводу, що дає можливість значно покращувати його жителям матеріально-побутові умови проживання.
З історії Чевельських сільських осередків культури: клубу, бібліотеки, кіно. — У 1959 році було відкрито Чевельський сільський осередок культури у якому розмістились: клуб, бібліотека, кіноустановка. — З 1959 року по 1999 рік в Чевельському клубі працювало: клубних працівників — 20 осіб, бібліотечних працівників — 8 осіб, кіномеханіків — 6 осіб. — У зв'язку із скороченням видатків на утримання кіно та культурно-освітніх установ:
- 05.05.1997 в Чевельському сільському клубі було закрито кіноустановку;
- 20 лютого 1998 року було закрито Чевельську сільську бібліотеку і ліквідовано як установу, книжкові фонди було передано у шкільну бібліотеку Чевельської школи, якою уже багато років завідує Світлана Миколаївна Бондар.;
- з 12.04.1998 по 31.12.1999 рр. Чевельський сільський клуб було переведено на самофінансування. Рішенням сесії Поліської сільської ради від 15.06.2000 № 12/5 Чевельський клуб було включено до об'єктів, що підлягають приватизації у 2000 році. На протести мешканців рішенням сесії Поліської сільської ради від 23.01.2001 № 17/8 попереднє рішення було відмінено. 11.02.2001 в загальноосвітній школі с. Чевель відбулися збори громади села, де було вирішено провести ремонт клубу власними силами.

12.02.2001 за дорученням громади с. Чевель Поліський сільський голова П. В. Тищук звернувся з проханням до Старовижівської районної державної адміністрації щодо виділення коштів на ремонт клубу с. Чевель, на що з районного бюджету було виділено 500 гривень. 04.03.2001 в Чевельському сільському клубі відбулися збори молоді села, де було утворено молодіжний оргкомітет по ремонту клубу та зібранню благодійних коштів в селі, на посаду завідуючої клубом на громадських засадах було обрано Сопронюк Валентину Іванівну, яка згодом була призначена на посаду завідуючої клубом з 01.01.2002.
Останніми роками за ініціативи вихідця з Чевеля Віктора Смолярчука, сільського голови Олександра Карпука та голови РДА Анатолія Бринчука, за сприяння депутата обласної ради Михайла Імберовського виділено кошти та асфальтовано ділянку дороги до села. За кошти обласного бюджету (Михайло Імберовський) та селищного бюджету (Володимир Семенюк) село повністю облаштовано вуличним освітленням.
Традиційні види трудової діяльності чевельців в останні роки: ведення особистого селянського господарства, є господарства що утримують три і більше корів, ягідництво, збирання грибів.
Відповідно до постанови Центральної виборчої комісії 23 грудня 2018 року утворено Старовижівську об'єднану територіальну громаду, до складу якого увійшло село Чевель. У виконавчому комітеті селищної ради село представляє в.о. сільського старости Олександр Карпук, в селищній раді обраний чевельцями депутат від села Дмитро Назарук.
Після початку російської агресії на Сході України у 2014 році багато волинян по мобілізації та добровольцями пішли захищати державність України. В першій хвилі в зоні АТО прийма и участь жителі Чевеля: Ковальчук Віктор Леонтійович. Матвійчук Анатолій Миколайович., Созонюк Микола Миколайович та два брати Оліферович Андрій та Оліферович Микола Миколайовичі, Сливка Микола Миколайович. Потім ряди воїнів АТО поповнили Ризюк Анатолій Михайлович, Дубук Сергій Адамович, Дубук Олексій Адамович, Ворожчук Віталій Миколайович, Сливка Віталій Миколайович, Сливка Сергій Миколайович. Будні АТО багатодітного батька — Віталія Ворожчука (позивний «Карась» демонстрували на загальнонаціональному каналі 1+1. Нещодавно підписав контракт на службу Ярошевич Михайло Анатолійович.
21 червня 2021 року Чевель відсвяткував 500-річчя від першої письменної згадки про село. Унікальний ювілей відзначали всім селом, організувавши грандіозне святкування із дотриманням національних традицій, залученням творчих колективів, проведенням історичної виставки. Привітали місцевих мешканців голова Волинської обласної ради Григорій Недопад, депутат обласної ради Володимир Бондар, голова відділу комунального майна облради Михайло Імберовський, керівник КП «Волиньприродресурс» Анатолій Капустюк, голова обласного фонду підтримки індивідуального житлового будівництва на селі Віктор Смолярчук. Попри вихідний день та відзначення річниці села, учасники делегації з Волині опрацювали найважливіші питання з розвитку громади, визначили основні потреби мешканців, а також оглянули результат діючого ремонту автотраси, що проходить поруч із селом.
Григорій Недопад привітав присутніх із визначною датою та вручив громаді села пам’ятний гравертон із побажаннями миру, достатку і добра кожній родині. Також голова обласної ради вручив відзнаки Вячеславу Недзельському за популяризацію традицій, активну участь у громадському житті та створення символіки с. Чевель та Анатолію Бондару за активну співпрацю з громадою села Чевель.
«Такі села як Чевель, із багаторічною історією та унікальними традиціями, – основа України, в якій закладено національну самобутність та ідентичність, – зауважив Григорій Недопад. – Отримавши запрошення від активних жителів села, із задоволенням відвідав Чевель і розділив свято з мешканцями. Водночас оглянули стан місцевого ФАПу, школу, обговорили можливості для створення дитсадка, якого, на жаль, у селі досі немає. Облаштування дитячого навчального закладу в приміщенні школи могло б вирішити цю проблему».
Привітали жителів села селищний голова Василь Камінський, заступник голови Ковельської районної ради Андрій Броїло, керівник апарату Ковельської райдержадміністрації Степан Топольський. Під час урочистостей жителів та вихідців села Чевель відзначили грамотами та подарунками.
«Дуже приємно, що нашу громаду в цей день відвідав голова обласної ради та почесні гості, – зазначив під час вітального слова виходець із села Віктор Смолярчук. – Це означає, що наше село знають і шанують, а сьогодні ми бачимо й результати спільної праці, завдяки чому покращилася інфраструктура села. Щиро бажаю мешканцям села зростання громади, збільшення можливостей для роботи і розвитку населення».
За активну громадську діяльність і вагомий особистий внесок у розвиток села почесними грамотами нагородили депутата Олександра Карпука, начальника відділу майна облради Михайла Імберовського та голову обласного фонду підтримки індивідуального житлового будівництва на селі Віктора Смолярчука.
Гостей з Волині ознайомили з історичною виставкою «Село Чевель – від давніх часів до сьогодення», організовану в приміщенні Чевельської загальноосвітньої школи І-ІІ ступенів. Директор школи Олександр Добиш розповів, що частина школи була побудована ще у 1933 році, інша частина – в 1993 році. Із 2006 і до 2012 року побудували нову частину приміщення. Історична частина школи, зведена у 1933 році, має унікальну архітектуру з високими стелями та оригінальним розміщенням класів. За кілька років школа відзначатиме 100-літній ювілей із часу заснування. Наразі в навчальному закладі навчаються 45 діток.

## Культура

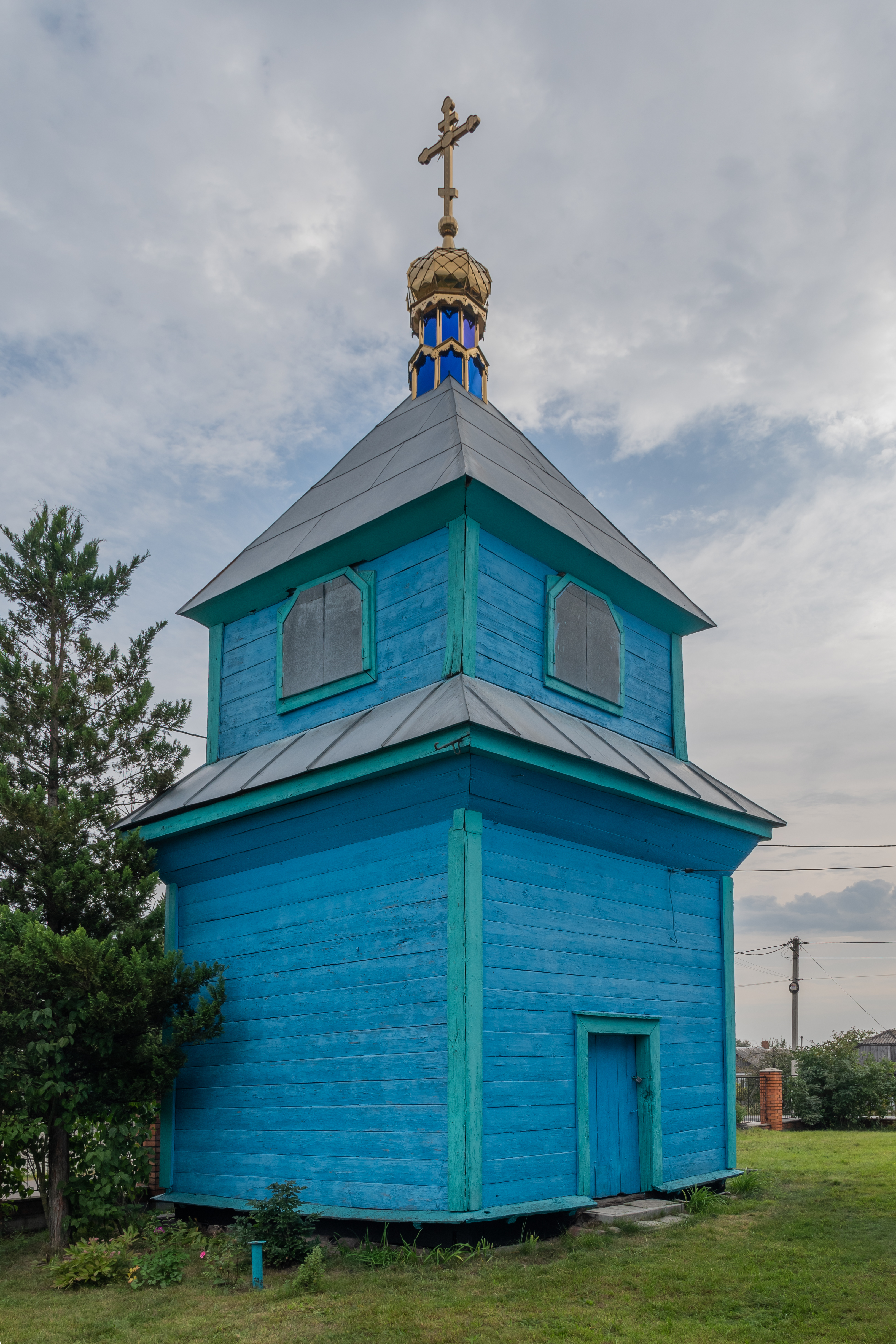
Дзвіниця церкви Різдва Богородиці (XVIII ст.)

Знаковою історичною подією в новітній історії с. Чевель було 21 вересня 2006 року. В рік села, проголошений Президентом України, громада відзначила 485-ту річницю від першої писемної згадки про с. Чевель і 135-у річницю побудови в селі церкви Різдва Пресвятої Богородиці. Село відвідали представники духовенства: архієпископ Рівненський і Острозький Варфоломій та архієпископ Володимир–Волинський і Ковельський Симеон. З нагоди свята голови райдержадміністрації та районної ради Микола Бащук і Борис Смілий подарували церкві ікони та нагородили грамотами та цінними подарунками багатьох жителів села. Із концертною програмою на святі вперше в Чевелі виступив один із кращих самодіяльних мистецьких колективів Волині і України заслужений народний ансамбль пісні і танцю України «Колос» під керівництвом заслуженого працівника культури України, народного артиста України, композитора і диригента О. В. Огородніка.
На святі ансамбль вперше виконав пісню-гімн про с. Чевель на слова В. С. Гея, музику О. В. Огородніка, «Я люблю, тебе рідне село». В цей день урочисто було освячено архієпископом Володимир–Волинським і Ковельським Симеоном в храмі прапор та герб села. Прапор села разом із Державним Прапором України під виконання Державного Гімну України було піднято на шкільному подвір'ї Чевельської загальноосвітньої школи.
Чевель перше село на Старовижівщині, яке має власну символіку: герб, прапор, які затверджені рішеннями Поліської сільської ради від 09.06.2006 № 2/12 «Про Герб с. Чевель», від 09.06.2006 № 2/13 «Про Прапор с. Чевель», Українським Геральдичним Товариством від 18 липня 2006 року, пісню-гімн, печатку громади с. Чевель.
21.09.2007 року в с. Чевель започатковано сільський фестиваль «Натхнення малої Батьківщини», який проходить щорічно і присвячується черговій річниці села. Основною метою фестивалю є відродження народних традицій села, пошук талановитих людей в різних напрямках народної творчості, особливо молоді, дітей, розкриття та розвиток їх творчих здібностей та обдарувань.
Пісня-гімн села Чевель
На Волині село між гаїв зацвіло,
В білий світ задивилося вікнами.
Над хатами його п’ять віків пропливло,
Пронеслось журавлиними криками.
ПРИСПІВ:
Ой, село моє рідне,
Ти - сумне і погідне, Ти – ласкаве родинне тепло.
Ти – життя мого сила, Ти – коріння і крила,
Я люблю Тебе, рідне село.
Зветься Чевель село, його сиве чоло
Сяє нині привітно і молодо,
Під лелечим крилом всім негодам на зло
Його доля виспівує колосом.
ПРИСПІВ:
Як життя молоде, біля школи росте,
П’ять беріз, вигріваючи вітами.
Рідний Чевель цвіте, де озерце Святе
Тихо плещеться хвилями світлими.
ПРИСПІВ:
З давнини у селі є святий оберіг –
Храму Божого сяйво і таїнство.
Рідний Чевелю мій, я з далеких доріг,
Як на сповідь до Тебе вертаюся.
ПРИСПІВ:
Ой, село моє рідне,
Ти - сумне і погідне, Ти – ласкаве родинне тепло.
Ти – життя мого сила,
Ти – коріння і крила,
Я люблю Тебе, рідне село.
Слова В.С. Гея
Музика О.В.Огородника
У 2002 році у Чевельському сільському клубі створений фольклорний ансамбль «Берегиня» (керівник В.І.Сопронюк). В репертуарі колективу – українські народні, календарно-обрядові пісні, обряди, які побутують у с. Чевель. За час своєї творчої діяльності фольклорний колектив брав участь у різноманітних мистецьких заходах, зокрема: у 2004 та 2007 роках ансамбль «Берегиня» брав участь у Міжнародному фестивалі Українського фольклору «Берегиня» у м.Луцьку.
21 вересня 2006 року гостинно віншував на святі села піснями, танцями жителів Чевеля та гостей з нагоди 485-річниці від першої писемної згадки про с. Чевель і 135-ї річниці побудови в селі церкви Різдва Пресвятої Богородиці. У 2007 році виступав із концертною програмою у с. Кукли Маневицького району. Щороку бере активну участь у районному фестивалі народної творчості «Мелодії і барви Старовижівщини».
Пам’ятним для колективу є 21 листопада 2008 року. В цей день відбувся концерт ансамблю «Берегиня». Свій творчий доробок він присвятив захисту почесного звання «народний аматорський». Високу виконавську оцінку колективу, відродження, збереження та примноження народних звичаїв, обрядів, традицій села, дали голова атестаційної комісії, заступник директора навчально-методичного центру культури Волині, заслужений працівник культури України Євген Гіщинський та завідувач відділом народної творчості навчально-методичного центру Вікторія Мельничук.
Рішенням колегії управління культури і туризму Волинської обласної державної адміністрації від 26 лютого 2009 № 1/2 за активну творчу діяльність, високий художній рівень та виконавську майстерність, сценічну культуру фольклорному ансамблю «Берегиня» було присвоєно почесне зважання «народний аматорський». 31 травня 2009 року ансамбль «Берегиня» брав участь у творчому звіті аматорських колективів району, присвяченому 70-річчю утворення Волинської області, який проходив у Старовижівському районному будинку культури. На концерті начальник управління культури і туризму Волинської облдержадміністрації, заслужений працівник культури України Володимир Лисюк вручив фольклорному колективу свідоцтво про присвоєння звання «народного».
Через Вижву, через Чевель,
Через поле чебрецеве,
До Святого, до отого,
Що не виміряти дна.
Там на березі, в березі
Стріне Кобак кумачевий,
Від опаски, від любаски
Від червоного вина.
Буде вогнище вічеве
Буде віче обручеве,
Буде плаття чесучеве,
Але щось я не про це...
Через Вижву, через Чевель,
Через поле чебрецеве,
Світить озеро червцеве —
Непорочне і святе.
/Василь Простопчук/
Заховане за щільною стіною соснового лісу, озеро Святе стає ідеальним місцем, щоб провести час наодинці зі своїми думками. Як і більшість волинських озер, Святе має свою легенду. Кажуть, колись на цьому місці була церква. І, як заведено в озерних краях, церква та пішла під воду. І оскільки під спокійним водним плесом спочиває намолений християнський храм, назвати озеро по-іншому було би неправильно. Навколо Святого за багато років розвинулася традиційна інфрастуктура відпочинку. Тут і будиночки, і лежаки, і красивий піщаний пляж. Поруч грибні та ягідні місця.

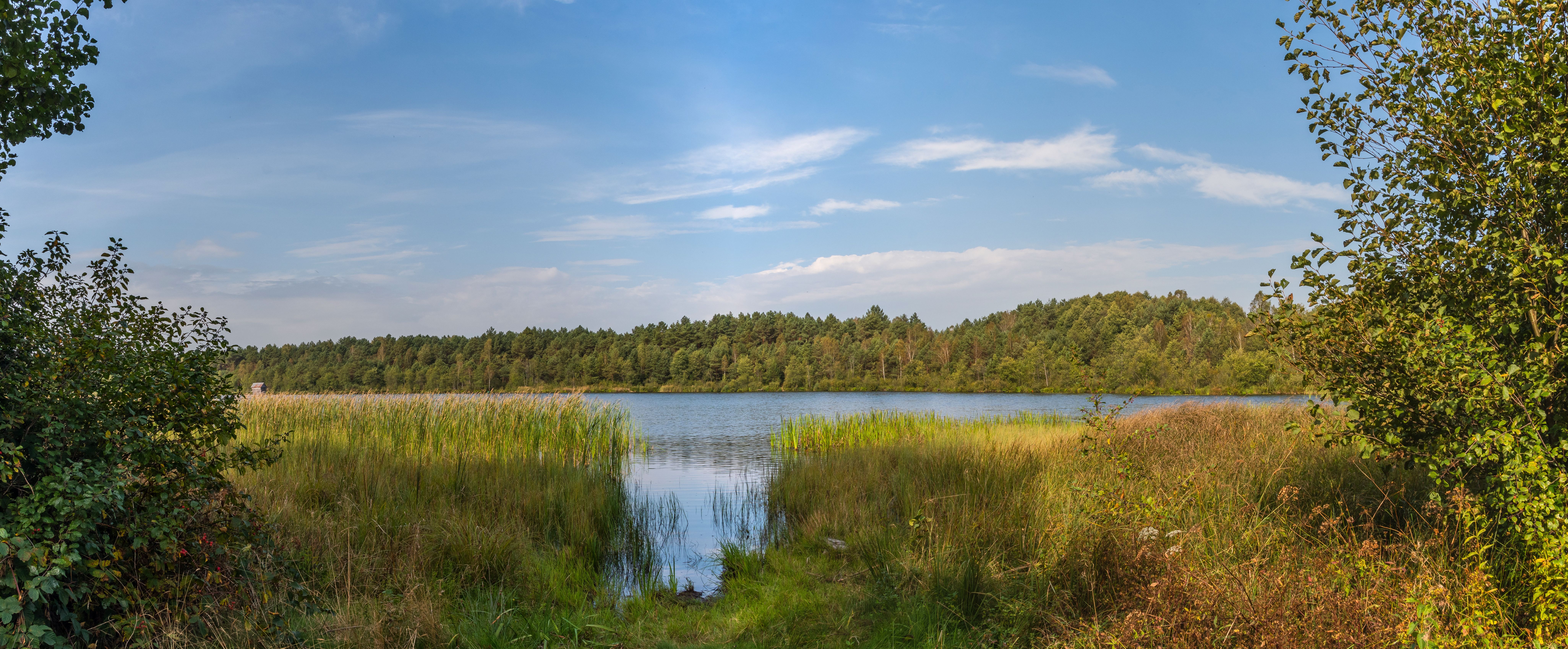
Панорама зі східного берега оз. Святе

Озеро Святе – озеро карстового походження, що знаходиться у лісі біля села Чевель і відноситься до групи Старовижівських озер. Відноситься до загальнозоологічного заказника місцевого значення «Старовижівський».
Береги озера оточені лісом, а саме: березою, вільхою чорною, а також поросле чагарниковою рослинністю. Із птахів водиться: лебідь-шипун, кряква, бекас, лисуха, нирок, мартин звичайний. Із риби переважає карась, щука, окунь. Вода дуже добре прогрівається влітку, а взимку озеро замерзає повністю. Живиться атмосферними і підземними водами. З водяної рослинності поширені очерет звичайний, рогіз широколистий, осока пухнаста, та інші. На дні піщані та глинисті відклади. Озеро є районом туризму, наявні чисельні місця відпочинку.

## Населення
Згідно з переписом УРСР 1989 року чисельність наявного населення села становила 824 особи, з яких 410 чоловіків та 414 жінок.
За переписом населення України 2001 року в селі мешкало 717 осіб.

### Мова
Розподіл населення за рідною мовою за даними перепису 2001 року:
| Мова       | Відсоток |
| ---------- | -------- |
| українська | 99,17 %  |
| російська  | 0,69 %   |